# Kinji Fukasaku
Kinji Fukasaku (jap. 深作 欣二 Fukasaku Kinji; ur. 3 lipca 1930 w Mito, zm. 12 stycznia 2003) – japoński reżyser filmowy. 
Ukończył studia na Wydziale Sztuk Pięknych Uniwersytetu Nihon w Tokio. Pracował w wytwórni Toei od 1951 roku. Debiutował w 1961 roku filmem Wędrujący detektyw. Jego najsłynniejsze dzieła to dramaty wojenne Tora! Tora! Tora! z 1970 roku (koprodukcja amerykańsko-japońska, reżyser epizodów japońskich), Pod sztandarem wschodzącego słońca (jap. Gunki hatameku moto-ni, 1972), według książki Yūki Shōjiego pod tym samym tytułem) oraz krwawy film akcji Battle Royale (2000), którego realizacji podjął się pod wpływem wspomnień z dzieciństwa, związanych z traumą wojenną.